# 卡普勒姆 (愛達荷州)
卡普勒姆（英語：Cuprum）是位於美國愛達荷州亞當斯縣的一個非建制地區。該地的面積和人口皆未知。

## 地理
卡普勒姆的座標為45°05′12″N 116°41′22″W / 45.08667°N 116.68944°W，而該地的平均海拔高度為1310米（即4298英尺）。